# Sklaven heute – Geschäft ohne Gnade
Sklaven heute – Geschäft ohne Gnade (Untertitel: Ein Dokumentar-Farbfilm über Sklaverei und Menschenhandel im 20. Jahrhundert, Originaltitel: Le schiave esistono ancora) ist ein italienisch-französischer Reportagefilm aus dem Jahr 1964 von Maleno Malenotti, Roberto Malenotti und Folco Quilici mit überwiegend dokumentarischen Aufnahmen und einigen gestellten Szenen. Seine Uraufführung erlebte das Werk am 27. Juni 1964 in Italien. 

## Inhalt
In Beirut unterhält sich das Filmteam mit einer 19-jährigen Engländerin, die dort als Prostituierte arbeitet und als Weiße bei der Kundschaft begehrter ist und damit weit über ihren einheimischen Kolleginnen steht. In Eritrea besucht das Filmteam das Haus El Greco, das wie ein Warenhaus des Menschenhandels wirkt. Der Besitzer kaufte nach dem letzten Krieg Kinder, die ihren Müttern lästig geworden waren. Die inzwischen fast erwachsen gewordenen Menschen werden von reichen Arabern zu Höchstpreisen erstanden. Unberührte Mädchen kosten deutlich mehr als Jungen. Im Alter von 16 Jahren wurde das italienische Waisenkind Maria von seiner Pflegemutter an einen Ägypter verkauft, der sie zunächst zu seiner Gespielin machte und – als er genug von ihr hatte – in ein Bordell nach Khartum weiterverkaufte, wo sie jetzt hohen Staatsfunktionären dienstbar sein muss. 
Nahe der Grenze zwischen Oman und Saudi-Arabien sind nackte Menschen auf einem Podest zum Kauf ausgestellt. Interessierte Käufer betasten die Muskeln und schauen den Menschen in den Mund zur Prüfung, ob das Gebiss noch vollständig ist. Starke junge Männer werden für niedere Arbeiten gekauft und junge Mädchen zur Verrichtung von Liebesdiensten. In Mekka sind viele Menschen am Ziel ihrer Reise angekommen. Manche hat der Haddsch das gesamte Vermögen gekostet. Etliche Mütter verkaufen ihre Kinder, um Geld für die Heimreise zu bekommen.

## Kritik
Das Lexikon des internationalen Films zieht folgendes Fazit: „Neben bemerkenswert informativen Originalaufnahmen, zum Beispiel von den heiligen Stätten des Islams, viel unverkennbar Spekulatives, darunter der Schmalfilm einer ehemaligen Haremsdame.“

## Quelle
- Programm zum Film: Illustrierte Film-Bühne, Vereinigte Verlagsgesellschaften Franke & Co. KG, München, Nummer 6834